# Praça Maria Felipa
A Praça Maria Felipa, antigamente denominada Praça Visconde de Cairu ou Praça Cairu, é uma praça localizada no Comércio, na Cidade Baixa em Salvador, no estado da Bahia. Nela se encontra o Mercado Modelo, o Monumento à Cidade de Salvador e a estação inferior do Elevador Lacerda, como também o Terminal Náutico da Bahia, beirando a Baía de Todos os Santos e o Forte de São Marcelo mais ao fundo.
A Praça foi construída entre o fim do século XIX e início do século XX. O nome é em homenagem à Maria Felpa, heroína da Independência do Brasil na Bahia. No local, encontram-se também uma estátua em homenagem à heroína baiana, inaugurada em julho de 2023, em meio as comemorações do Bicentenário da Independência da Bahia; um monumento em homenagem aos mortos pela COVID-19; uma estátua de bronze de Visconde de Cairu (pessoa que nomeou anteriormente a praça), assim como a antiga residência usada por ele, a qual iria ser reformada para a construção de um luxuoso hotel, uma unidade da Rede Hilton. O projeto foi abortado e o sobrado junto a outros seis imóveis na região foi escolhido para ser sede da Cidade da Música da Bahia e da Casa das Histórias de Salvador, assim como o Arquivo Histórico Municipal de Salvador. Decreto municipal de setembro de 2015 estabeleceu a utilidade pública dos imóveis para a posterior desapropriação.

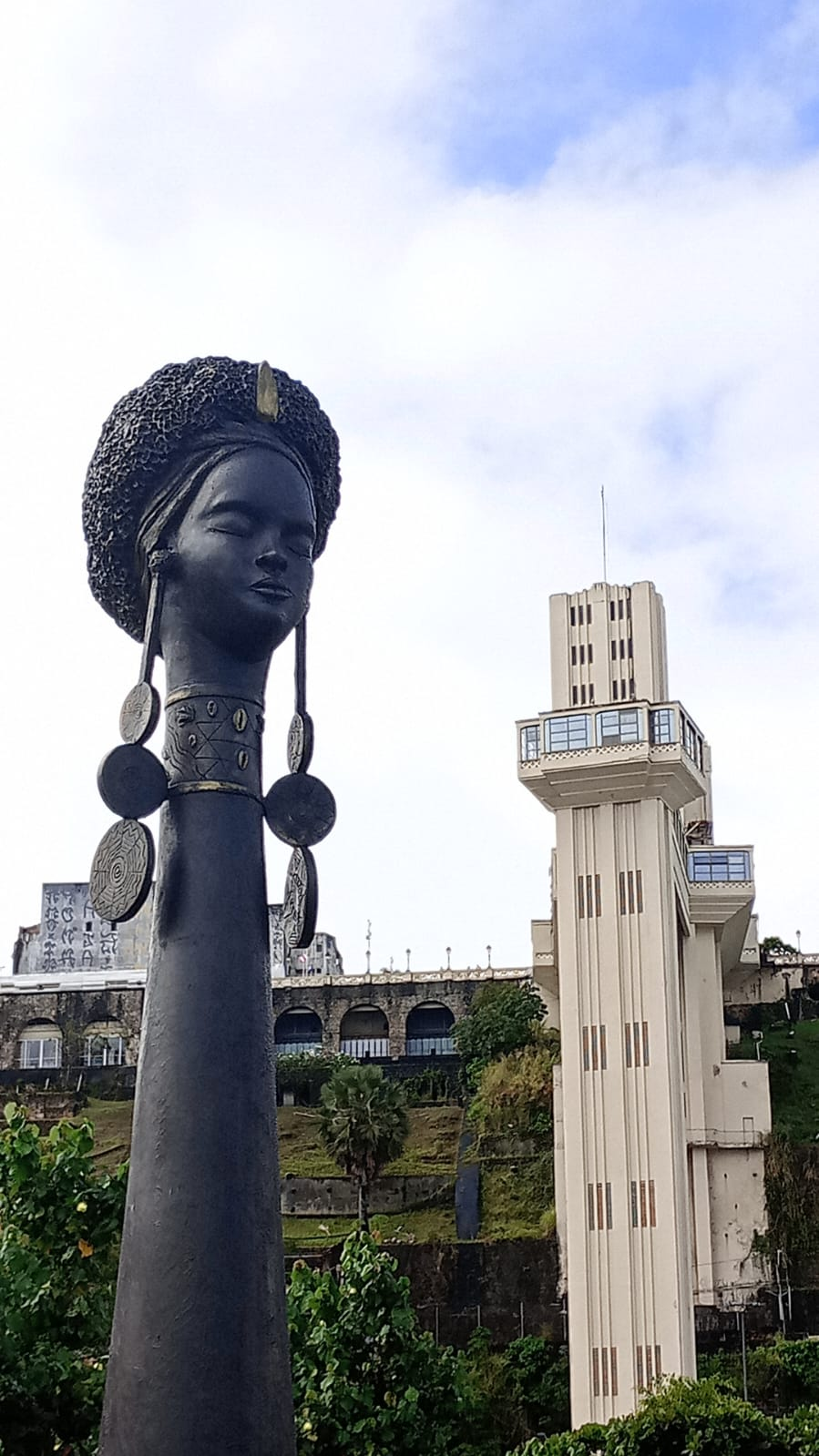
Monumento à Maria Felipa

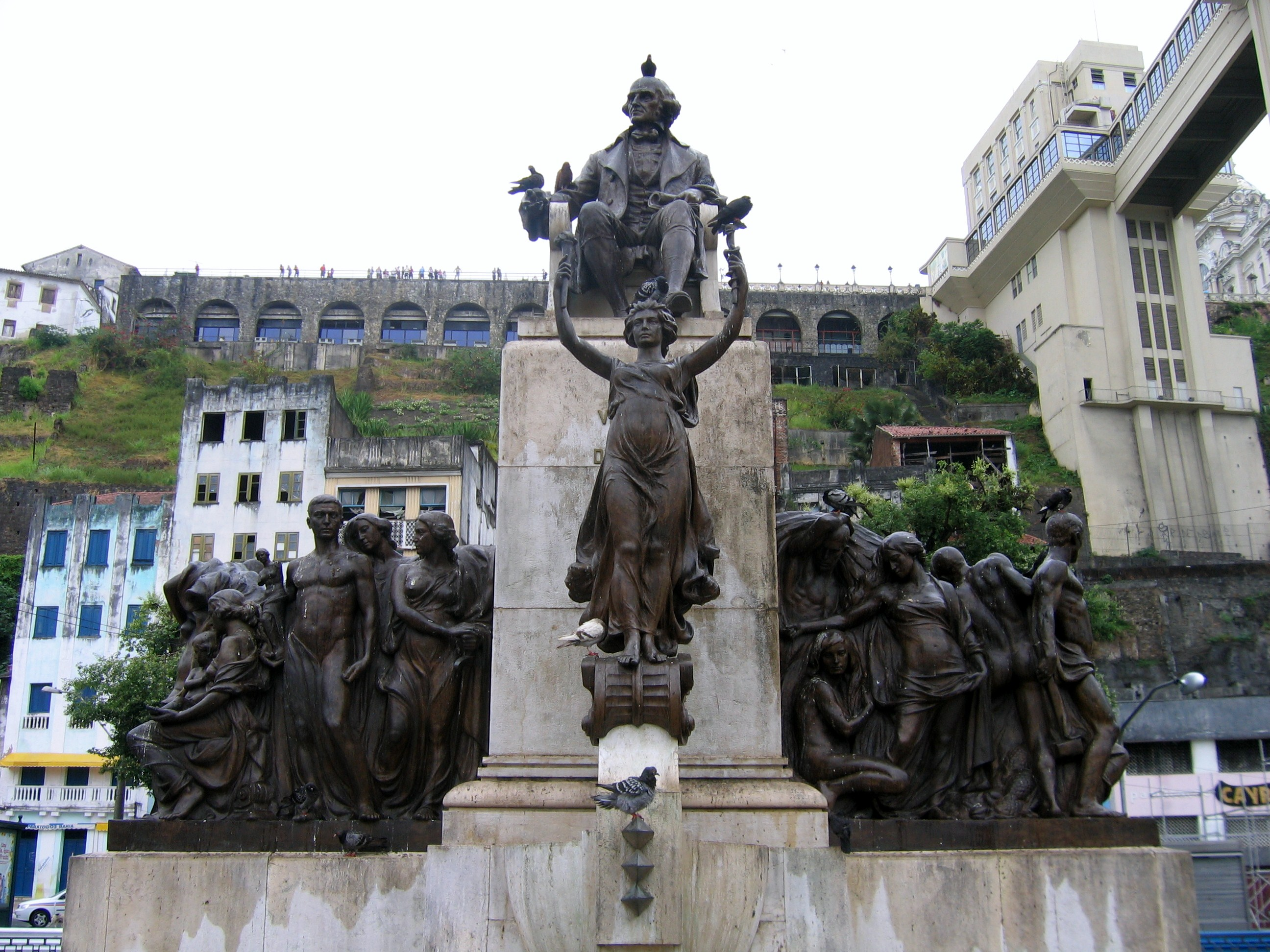
Monumento à Visconde de Cairu

No fim de 2013, foi assinado convênio de 6,2 milhões de reais do Ministério do Turismo, por meio da Caixa Econômica Federal, para a Prefeitura de Salvador para requalificação da praça. Com outros 15 milhões de reais do Município de Salvador, a praça passará a ter 15 mil metros quadrados a partir do fechamento da Rua da Bélgica e de parte da Avenida Lafaiete Coutinho (Avenida Contorno) e da Avenida da França, objetivando a integração com o novo Terminal Marítimo de Passageiros do Porto de Salvador e uso exclusivo para pedestres e ciclistas. As obras ainda incluem mudanças em ruas próximas, no calçamento da praça e no Mercado Modelo. O projeto arquitetônico foi doado ao governo municipal por Fernando Frank, um dos arquitetos da Casa do Comércio (localizado na Avenida Tancredo Neves).
A partir de 2014, a festa de Ano-Novo da cidade organizada pela prefeitura teve lugar na praça com apresentações musicais gratuitas.
Entre 2014 e 2023, a praça recebeu diversos eventos e shows de diversos artistas.
Em 2024, após a inauguração do Monumento à Maria Felipa, o prefeito de Salvador à época, Bruno Reis sancionou a Lei 9.787/2024, que efetivou a mudança de nome.